# 尾崎晋也
尾崎 晋也（おざき しんや、1959年1月28日 - ）は、日本の指揮者。鹿児島県谷山市（現鹿児島市）生まれ。
現在はルーマニア国立トゥルグ・ムレシュ交響楽団常任指揮者、芸術監督。ルーマニア国立ディヌ・リパッティ交響楽団常任指揮者（サツ・マーレ市）。ルーマニアで二つの楽団の常任指揮者、およびトランシルバニア室内管弦楽団音楽監督を務める。

## 経歴
4歳よりピアノを始める。
桐朋学園大学で指揮を小澤征爾、秋山和慶、黒岩英臣、森正に師事。卒業後、ヨーロッパ各地、アメリカで研鑚を積み、同地ペンシルベニア州で指揮活動を始める。その間、ジャン・フルネ、オットー・ウエルナー・ミューラーに師事。1992年、ルーマニアで行われたディヌ・ニクレスク国際指揮コンクールにて入賞。以来、ヨーロッパ、アメリカ、南米、日本の各地で活躍している。
1994年より、ルーマニア国立トゥルグ・ムレシュ交響楽団の常任指揮者を務める。当時のトゥルグ・ムレシュ交響楽団監督であった作曲家ボルディザール・チーキーに薫陶を受ける。1999年から音楽監督に就任。また同年よりトランシルバニア室内管弦楽団の音楽監督も務める。その活動は評価され、日本の外務省広報ビデオに出演、各地の日本大使館で紹介されている。在日ルーマニア大使館からは「文化交流功労賞」、トゥルグ・ムレシュ市からは「名誉市民」の称号が与えられている。2000年より、ルーマニアでの音楽週間の監督を務める。また、2004年5月、スペイン各地で指揮する。 2005年1月、ルーマニアの大統領から芸術文化勲章（コマンドール）を受ける。同年10月-11月に再度招かれスペイン各地で指揮。特にバルセロナラウディトリでのコンサートは終演後観客からのスタンディングオベーションを受け、大きな話題になった。そして同年4月、ヨーロッパの代表的なクラシック音楽専門テレビ局（フランス）、「メッツォ」に出演。トランシルヴァニア地方の音楽、そしてトゥルグ・ムレシュ交響楽団との活動を取材され、演奏とともに放映される。2014年には日本国　外務大臣表彰を受けた。同年、南日本文化賞特別賞も受ける。同年、ルーマニア・ムレシュ県から「ALAE」という県民栄誉賞を受賞。2016年、エクアドル国立交響楽団に招かれて南アメリカにデビューした。

## 録音
録音ではルーマニアのトランシルバニア室内管弦楽団とのCD「トランシルバニアからの贈り物」で珍しいルーマニアの曲を紹介し、「レコード芸術」誌にて推薦されている。

## 演奏活動以外
指揮活動のほかに東京で、「尾崎晋也プロデュース　クラシック＆トークLIVE」のコンサートシリーズにて各界の多彩なゲストを交えて、ユニークな音楽会をプロデュース、また豊富な経験と語学力を評価されて2002年4月にはオランダの経済界のシンポジウムに招かれ講演。国際的講演組織TEDxにても英語、日本語で講演している。TEDxTargu Mures、TEDxKagoshima。出身校である鹿児島県立鹿児島中央高等学校　創立50周年の記念講演会も行っている。
出身地である鹿児島の南日本新聞にてエッセイ「指揮棒の休憩」を2003年6月から2014年10月まで、11年間150回連載した。エッセイストとしても活動している。
2014年、さくら舎よりエッセイ「笑うマエストロ」（国立交響楽団の表と裏）が出版された。
鹿児島のタウン情報誌、「LEAP」にてエッセイ「かごしま生まれのジャジャジャジャーン」連載中。
若くして亡くなったフレデリック・ショパンの弟子カール・フィルチュ（現ルーマニア領出身）を研究。萩原千代　ピアノ演奏のCD「カール・フィルチュの世界」をプロデュースした。同CDは2017年4月ビルボード・ジャパン・クラシック部門売り上げ第1位を記録している。
鹿児島県知事から委嘱され、出身地鹿児島県が県のPRなどを目的に制定した「薩摩大使」である。
ジャズサックス奏者の尾崎佳奈子はいとこ。
大阪音楽大学名誉教授の橋口武仁はおじ。

## 教育活動
1989年より2000年までは米国のチェヒー・サマー・スクール・オブ・ミュージックのオーケストラを指導、青少年の教育に携わる。また出身地鹿児島の青少年オーケストラMBCユースオーケストラの常任指揮者も務め、毎夏コンサートで指揮している。ルーマニア・トゥルグ・ムレシュの音楽学校でも指導している。熊本ルーマニア協会の相談役として、熊本ルーマニア奨学金設立に貢献した。毎年、熊本ルーマニア協会奨学生を二人現地で選び、尾崎自身の手で授与している。